# Prolifesearch
Prolifesearch er navnet af den første pro-life søgemaskine. Den blev oprettet i 2005 i USA af Jack Manhire og Joe Hanley.

## Ekstern henvisning
- ProlifeInternet.com

| Internet | Spire Denne internet-relaterede artikel er en spire som bør udbygges. Du er velkommen til at hjælpe Wikipedia ved at udvide den. |